# Alexandre Robak
Alexandre Removitch Robak (en russe : Александр Рэмович Робак), né le 28 décembre 1973 à Zlatooust, est un acteur, réalisateur et producteur russe.

## Biographie
Alexandre Robak est le fils de Rem Alexandrovitch Robak, ingénieur métallurgiste de profession, et de Raïssa Loukinitch, enseignante. Enfant, Alexandre a deux passions que sont la guitare et le club de théâtre de l'école. Ces passions le conduisent naturellement à choisir un métier artistique. 
Il est diplômé en 1994 de l'institut théâtral de Iaroslavl, où il suit l'enseignement du réalisateur Vladimir Vorontsov. À la fin de ses études, le metteur en scène principal Andreï Gontcharov le prend dans sa troupe, au Théâtre académique de Moscou - Vladimir Maïakovski.

## Parcours artistique
Alexandre Robak tourne son premier film en 1997, dans Le Jour de la pleine lune du réalisateur Karen Chakhnazarov. Puis il interprète les rôles principaux de plusieurs longs-métrages : L'Homme des neiges du réalisateur Konstantin Tcharmadov, La Maison sur le lac de Serik Aprymov, Le Champion d'Alguis Arlaouskas. 
En l'an 2000, il crée la société de production « Cinémaphore », avec Maksim Lagachkine comme partenaire. Il commence ainsi à produire les films dans lesquels il joue.
Il est pour la première fois réalisateur en 2007 lorsque sort sur les écrans son film intitulé La Chambre des jouets perdus.

## Rôles au théâtre
- 1997 : « Rosencrantz et Guildenstern sont morts », de Tom Stoppard (d'après la traduction de Joseph Brodsky), mise en scène de Ievgueni Arie : un servant
- 1997 : « Ivan Tsarévitch » : Ivan
- 1997 : « La petite clé d'or ou les aventures de Bouratino », mise en scène de Iouri Ioffe : le maître des poupées, Karabas Barabas
- 1997 : « Les lézards », du dramaturge Alexandre Volodine, mise en scène de Ievgueni Lazarev : Volodine
- 1997 : « Comme il vous plaira », de William Shakespeare, mise en scène d'Andreï Gontcharov : Olivier
- 1998 : « Man of la Mancha », de Dale Wasserman, textes de Joe Darion, mise en scène de Sokolov : l'aubergiste

## Filmographie

### Acteur
- 1998 : Le Jour de la pleine lune
- 1999 : L'Amour à la russe 3
- 2000 : La Frontière : Roman de taïga
- 2000 : Le Frère 2
- 2000 : La noce
- 2001 : La vie est pleine d’imprévus (Жизнь забавами полна) de Piotr Todorovski : garde du corps
- 2006 : Vivant
- 2007 : L'Amour-carotte
- 2008 : L'Ironie du sort. Suite
- 2010 : Kandahar
- 2010 : Fioritures
- 2011 : Nouvel an 2
- 2013 : Nouvel an 3
- 2013 : Le géographe a bu son globe
- 2018 : Dans le port de Cape Town
- 2019 : To the Lake : Lyonya
- 2022 : Palmyra (Однажды в Пустыне)

### Producteur
- 2007 : Les Jours insolents
- 2010 : Kotovski (Котовский) de Stanislav Nazirov

### Metteur en scène
- 2007 : La Chambre des jouets perdus